# Armand Schaefer
Armand Mandy  Schaefer (Tavistock, 5 agosto 1898 – Contea di Mono, 26 settembre 1967) è stato un produttore cinematografico e regista canadese.
Ha prodotto oltre 100 film tra il 1932 e il 1953. Ha anche diretto 24 film tra il 1931 e il 1946.

## Filmografia

### Produttore
Crediti come produttore, produttore esecutivo, produttore associato, supervisione alla produzione.

#### Cinema
- Sinister Hands (1932)
- Mystery Mountain (1934)
- Tumbling Tumbleweeds (1935)
- The Old Corral, regia di Joseph Kane (1936)
- The Big Show (1936)
- Ride Ranger Ride (1936)
- Exiled to Shanghai (1937)
- Sea Racketeers (1937)
- Yodelin' Kid from Pine Ridge (1937)
- Rootin' Tootin' Rhythm (1937)
- Git Along Little Dogies (1937)
- Round-Up Time in Texas (1937)
- Federal Man-Hunt (1938)
- Tempesta sul Bengala (Storm Over Bengal) (1938)
- Down in 'Arkansaw' (1938)
- Gangs of New York (1938)
- Call of the Yukon (1938)
- Hollywood Stadium Mystery (1938)
- Jeepers Creepers, regia di Frank McDonald (1939)
- Calling All Marines (1939)
- Flight at Midnight (1939)
- In Old Monterey (1939)
- S.O.S. Tidal Wave (1939)
- Street of Missing Men (1939)
- Fighting Thoroughbreds (1939)
- Bowery Boy (1940)
- Friendly Neighbors (1940)
- Barnyard Follies (1940)
- Girl from God's Country (1940)
- Grand Ole Opry (1940)
- Wagons Westward (1940)
- In Old Missouri (1940)
- Village Barn Dance (1940)
- Tuxedo Junction (1941)
- Mercy Island (1941)
- The Pittsburgh Kid (1941)
- Mountain Moonlight (1941)
- Country Fair (1941)
- Il club del diavolo (A Man Betrayed), regia di John H. Auer (1941)
- Arkansas Judge, regia di Frank McDonald (1941)
- The Traitor Within (1942)
- The Old Homestead (1942)
- Hi, Neighbor (1942)
- The Girl from Alaska, regia di Nick Grinde e, non accreditato, William Witney (1942)
- Shepherd of the Ozarks (1942)
- O, My Darling Clementine (1943)
- Here Comes Elmer (1943)
- Hoosier Holiday (1943)
- Headin' for God's Country (1943)
- Swing Your Partner (1943)
- Mountain Rhythm (1943)
- Thoroughbreds (1944)
- Faces in the Fog (1944)
- Lights of Old Santa Fe, regia di Frank McDonald (1944)
- End of the Road, regia di George Blair (1944)
- Jamboree (1944)
- Rosie the Riveter (1944)
- An Angel Comes to Brooklyn (1945)
- Don't Fence Me In (1945)
- Scotland Yard Investigator (1945)
- The Fatal Witness (1945)
- Swingin' on a Rainbow (1945)
- Sioux City Sue (1946)
- Affairs of Geraldine (1946)
- G.I. War Brides (1946)
- Trigger il cavallo prodigio (My Pal Trigger) (1946)
- The Last Round-up (1947)
- That's My Gal (1947)
- Twilight on the Rio Grande (1947)
- The Ghost Goes Wild (1947)
- Trail to San Antone (1947)
- Loaded Pistols (1948)
- The Strawberry Roan (1948)
- Sons of New Mexico (1949)
- Riders in the Sky (1949)
- The Cowboy and the Indians (1949)
- Rim of the Canyon (1949)
- Riders of the Whistling Pines (1949)
- The Big Sombrero (1949)
- The Blazing Sun (1950)
- Indian Territory (1950)
- Beyond the Purple Hills (1950)
- Cow Town (1950)
- Mule Train (1950)
- Valley of Fire (1951)
- The Hills of Utah (1951)
- Silver Canyon (1951)
- Whirlwind (1951)
- Texans Never Cry (1951)
- Gene Autry and The Mounties (1951)
- Blue Canadian Rockies (1952)
- Wagon Team (1952)
- Barbed Wire (1952)
- Apache Country (1952)
- Night Stage to Galveston (1952)
- The Old West (1952)
- Last of the Pony Riders (1953)
- Saginaw Trail (1953)
- Pack Train (1953)
- Goldtown Ghost Riders (1953)
- On Top of Old Smoky (1953)
- Winning of the West (1953)

#### Televisione
- Death Valley Days – serie TV (episodi sconosciuti)
- The Range Rider – serie TV (episodi sconosciuti)
- Buffalo Bill, Jr. – serie TV, un episodio (1955)
- Cavalcade of America – serie TV, 2 episodi (1954)
- Le avventure di Gene Autry (The Gene Autry Show) – serie TV, 8 episodi (1950-1952)

### Regista
- The Cheyenne Cyclone (1931)
- The Lightning Warrior (1931)
- Hurricane Horseman (1931)
- The Wyoming Whirlwind (1932)
- Law and Lawless (1932)
- Outlaw Justice (1932)
- Uragano express (The Hurricane Express) (1932)
- The Reckless Rider (1932)
- Sinister Hands (1932)
- Battling Buckaroo (1932)
- Il giustiziere del West (Sagebrush Trail) (1933)
- Fighting with Kit Carson (1933)
- The Fighting Texans (1933)
- Eroi senza patria (The Three Musketeers) (1933)
- Il sentiero del terrore (Terror Trail) (1933)
- Burn 'Em Up Barnes, co-regia di Colbert Clark - serial (1934)
- The Law of the Wild (1934)
- Burn 'Em Up Barnes, co-regia di Colbert Clark (1934)
- The Lost Jungle (1934)
- The Lost Jungle (1934)
- Pescatori di spugne (Sixteen Fathoms Deep) (1934)
- The Miracle Rider (1935)
- Exiled to Shanghai (1937)
- Desert Command (1946)